# Condados do Reino Unido
Os condados do Reino Unido são um tipo de divisão subnacional de origem histórica; na Idade Média tinham se estabelecido como uma unidade de governo local. Em algumas áreas, os antigos condados se mantiveram e foram adaptados para desempenhar as funções do moderno governo local, enquanto que em áreas muito pequenas e rurais se formaram autoridades unitárias, cuja autoridade é equivalente a dos condados. Nessas áreas, a divisão adicional da administração do condado em subdivisões distritais não seria nada além de adicional peso burocrático.

## Inglaterra

Os atuais condados cerimoniais da Inglaterra.

Na Inglaterra, são um dos atuais níveis de divisão subnacional e se baseiam a grosso modo nos condados históricos da Inglaterra. Atos do Parlamento nos últimos dois séculos alteraram as bordas dos condados e, além dessas mudanças, em 1889 criaram condados administrativos e freguesias-de-condado. Os condados e suas bordas existentes antes dessas mudanças são conhecidos como antigos ou históricos.
As mudanças que montaram a atual estrutura começaram em 1965 com o Ato do Governo Londrino de 1963 e a criação da Grande Londres. Em 1974, aboliram-se os condados administrativos e as freguesias-de-condado, substituídos pelos condados metropolitanos e Condados não-metropolitanos com bordas muito alteradas. Na década de 1990, criaram-se autoridades unitárias, as quais combinam as funções de condado e distrito.
Diferente da Escócia ou do País de Gales, a Inglaterra tem hoje um padrão misto de divisões ao nível do condado. As áreas da Inglaterra para as quais se aponta um Senhor-Tenente chamam-se condados cerimoniais da Inglaterra.

## Escócia

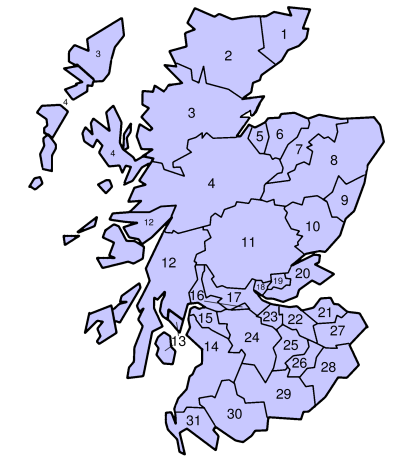
Condados escoceses em 1975.

Na Escócia, condados responsáveis pelo governo local, criados pelo Ato do Governo Local Escocês de 1889, foram abolidos em 1975 pelo Ato do Governo Local Escocês de 1973, em favor das novas divisões chamadas de "regiões", "distritos" e "conselhos insulares". As regiões e distritos foram por sua vez abolidos em 1996 pelo Ato do Governo Local Escocês de 1994, em favor de autoridades unitários chamadas de "conselhos". (As bordas dos conselhos insulares foram herdadas pelos novos conselhos.)
A legislação de 1889 criou "conselhos de condado", transformou cada condado civil (com uma só exceção) em áreas contíguas (sem fragmentos separados), e ajustou as divisões quando as bordas das "paróquias" atravessavam as bordas dos "condados" ou tivessem fragmentos em mais um condado. Os condados de Ross e de Cromarty foram fundidos em Condado de Ross and Cromarty.
Uma região e vários distritos, criados em 1975, tinham áreas semelhantes aos antigos condados, e vários conselhos, criados em 1996, são também similares. Dois dos três conselhos insulares — as Órcadas e Shetland — conservam as suas antigas bordas de condado.
A Escócia também tem "condados de registro", que estão em uso atualmente. As áreas da Escócia para as quais se aponta um Senhor-Tenente chamam-se "áreas de tenência".

## País de Gales

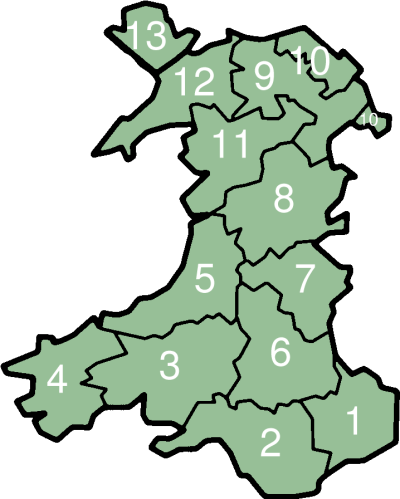
Condados históricos de Gales.

Os treze condados históricos do País de Gales foram fixados por estatuto em 1535 (embora alguns condados, como Pembrokeshire datem de 1138). Os "condados administrativos" do País de Gales criados em 1889 se baseavam nos treze originais. Em 1974, criou-se um novo sistema usando uma grande variedade de novas entidades. Estas foram abolidas em 1996 e, desde então, o País de Gales foi dividido em autoridades unitárias chamadas de "áreas principais".
As áreas do País de Gales para as quais se aponta um Senhor-Tenente chamam-se "condados preservados", baseados nos condados de 1974.

## Irlanda do Norte
Os seis condados históricos da Irlanda do Norte já não estão estritamente em uso para fins administrativos. Combinado com as freguesias de Belfast e Derry, o condado serve para fins organizacionais dentro do governo, assim como para muitas empresas privadas e clubes desportivos.
Os condados da Irlanda do Norte estão totalmente contidos dentro da histórica província de Ulster. Um condado mudou o seu nome de Condado de Coleraine para Condado de Londonderry (também conhecido como Condado de Derry).